# Tueba Menayane
Tueba Menayane (ur. 13 marca 1963 w Kinszasie) – piłkarz z Demokratycznej Republiki Konga występujący na pozycji pomocnika.

## Kariera klubowa
Menayane karierę rozpoczynał w zespole AS Vita Club. W 1986 roku został zawodnikiem portugalskiej Benfiki. W sezonie 1986/1987 zdobył z nią mistrzostwo Portugalii oraz Puchar Portugalii. W sezonie 1987/1988 wraz z Benfiką wywalczył natomiast wicemistrzostwo Portugalii, a także dotarł do finału Pucharu Mistrzów. W 1988 roku odszedł do również pierwszoligowej Vitórii Setúbal, gdzie spędził sezon 1988/1989.
W kolejnych latach Menayane nadal grał w pierwszej lidze – w drużynach FC Tirsense, SC Farense oraz Gil Vicente FC. W 1993 roku odszedł do drugoligowego Leixões SC, zaś w 1995 roku został graczem trzecioligowej Amory. Grał też w czwartoligowych zespołach Dragões Sandinenses i Ourique DC oraz w União Santiago z piątej ligi. W 2000 roku zakończył karierę.

## Kariera reprezentacyjna
W latach 1987–1992 Menayane grał w reprezentacji Zairu. W 1988 roku był w kadrze Zairu na Puchar Narodów Afryki 1988, na którym zagrał w dwóch meczach grupowych: z Marokiem (1:1) i z Algierią (0:1). W 1992 roku wziął udział w Pucharze Narodów Afryki, zakończonym przez Zair na ćwierćfinale. Zagrał na nim w meczach z Kamerunem (1:1, gol), a także z Nigerią (0:1).